# Győrladamér
Győrladamér es un pueblo húngaro perteneciente al distrito de Győr en el condado de Győr-Moson-Sopron, con una población en 2013 de 1635 habitantes.
Se cree que la localidad podría existir en documentos del siglo XII, siendo posteriormente mencionada en un documento de 1271 de Esteban V, pero el historiador György Györffy cuestionó la exactitud de esos documentos y señaló que no se habla con claridad de la localidad hasta 1418. En cualquier caso, el asentamiento original fue destruido por los turcos en el siglo XVI y el pueblo actual data de principios del siglo XVIII. Desde finales del siglo XX ha experimentado un notable crecimiento por su proximidad a la ciudad de Győr.
Se ubica unos 10 km al noroeste de la capital condal Győr. La localidad está enclavada entre los vecinos pueblos de Dunaszeg y Győrzámoly, con los que forma una conurbación junto al río Mosoni-Duna.